# Typha lugdunensis
Typha lugdunensis är en kaveldunsväxtart som beskrevs av P.Chabert. 
Typha lugdunensis ingår i släktet kaveldun och familjen kaveldunsväxter. Inga underarter finns listade i Catalogue of Life.